# روی استرادا
روی استرادا (انگلیسی: Roy Estrada؛ زادهٔ ۱۷ آوریل ۱۹۴۳) یک موسیقی‌دان اهل ایالات متحده آمریکا است.